# Volet 3 : Le Bavar & le Paria
Albums de La Rumeur
L'Entre Volets
(1999) Je Connais tes Cauchemars / Le Prédateur Isolé
(2002)
Le Bavar & le Paria est le troisième et donc dernier volet de la trilogie entreprise par La Rumeur entre 1997 et 1999. Tandis que le premier volet donnait la place à Ekoué et le deuxième à Hamé, cet EP là se concentre sur Philippe et Mourad. Ajoutons que comme ses deux prédécesseurs cet EP est entièrement produit par Soul G & Kool M.
Il fut réédité en même temps que toute la trilogie d'EP le 28 août 2000 en CD et vinyle, toujours chez EMI.

## Morceaux
1. Intro (Mourad-Philippe / Soul G-Kool M)
2. Champs de canne à Paname (Philippe / Soul G-Kool M)
3. Pas de vacances (Mourad-Philippe / Soul G-Kool M)
4. Les apparences (Mourad-Philippe / Soul G-Kool M)
5. Le marché noir (Philippe / Soul G-Kool M)
6. Encore plus fort… (Hamé-Mourad-Philippe-Ekoué / Soul G-Kool M)